# قطبي (فلم)
قطبي (بالإنجليزية: Polar) هو فيلم إثارة أكشن أمريكي من إخراج جوناس أكيرلوند وبطولة مادس ميكلسن،فانيسا هادجنز،كاثرين وينيك،مات لوكاس وروبي أو. في.تم عرض الفيلم على نتفليكس في 25 يناير 2019.